# Meddybemps
Meddybemps ist eine Town im Washington County des Bundesstaates Maine in den Vereinigten Staaten. Im Jahr 2020 lebten dort 139 Einwohner in 147 Haushalten (in den Vereinigten Staaten werden auch Ferienwohnungen als Haushalte gezählt) auf einer Fläche von 41,62 km².

## Geographie
Nach dem United States Census Bureau hat Meddybemps eine Gesamtfläche von 41,62 km², von der 33,95 km² Land sind und 7,67 km² aus Gewässern bestehen.

### Geographische Lage
Meddybemps liegt im Südosten des Washington Countys. Im Norden grenzt der Meddybemps Lake an das Gebiet der Town. Direkt neben dem Meddybemps Lake liegt das Bearce Flowage sowie im Nordosten der Bearce Lake. Der Abfluss des Meddybemps Lake, der Dennys River, fließt in südlicher Richtung durch die Town und mündet später im Atlantischen Ozean. Die Oberfläche ist eher eben, ohne größere Erhebungen.

### Nachbargemeinden
Alle Entfernungen sind als Luftlinien zwischen den offiziellen Koordinaten der Orte aus der Volkszählung 2010 angegeben.
- Norden: Baileyville, 16,2 km
- Nordosten: Baring 6,3 km
- Südosten: Charlotte, 7,7 km
- Westen: Cooper, 8,4 km
- Nordwesten: Alexander, 10,3 km

### Stadtgliederung
In Meddybemps gibt es zwei Siedlungsgebiete: Gilman's Mills und Meddybemps.

### Klima
Die mittlere Durchschnittstemperatur in Meddybemps liegt zwischen −7,8 °C (18 °F) im Januar und 20,6 °C (69 °F) im Juli. Damit ist der Ort gegenüber dem langjährigen Mittel der USA um etwa 9 Grad kühler. Die Schneefälle zwischen Oktober und Mai liegen mit bis zu zweieinhalb Metern mehr als doppelt so hoch wie die mittlere Schneehöhe in den USA; die tägliche Sonnenscheindauer liegt am unteren Rand des Wertespektrums der USA.

## Geschichte
Meddybemps wurde am 20. Februar 1841 aus Teilen der umliegenden Gebiete Cooper, Charlotte und Baring Plantation als eigenständige Town organisiert. In dem Jahr verpflichteten sich die Stadtbewohner, die Mitglieder der Calais Temperance Society waren, zur völligen Abstinenz, außer am 4. Juli, dem Geburtstag Washingtons und ihren eigenen Geburtstagen.
Meddybemps liegt am südlichen Ufer des Meddybemps Lake. An dieser Stelle fand sich zuvor eine Siedlung des Pamaquoddy-Stamms. Sie nannten den Ort N’tolonapemk, was „Platz unserer Vorfahren“ bedeutet.
Die Meddybemps Heath befinden sich in der Nähe des Sees im nordwestlichen Gebiet der Town. Die Heath breiten sich auch über die angrenzenden Towns Alexander und Cooper aus. Mit etwas mehr als 2.500 acre sind sie das zweitgrößte Ökosystem mit gewölbten Mooren in den Regionen Ostküste und Ostinneres. Great Heath in der Town Columbia ist die größte.
Es wurde vom Maine Natural Areas Program als „Schwerpunktgebiet von landesweiter ökologischer Bedeutung“ ausgewiesen, das private Eigentümer dazu auffordert, gute Verwalter solcher Gebiete zu sein. Es ist nicht im Besitz des Staates.

### Einwohnerentwicklung
| Volkszählungsergebnisse – Town of Meddybemps, Maine | Volkszählungsergebnisse – Town of Meddybemps, Maine | Volkszählungsergebnisse – Town of Meddybemps, Maine | Volkszählungsergebnisse – Town of Meddybemps, Maine | Volkszählungsergebnisse – Town of Meddybemps, Maine | Volkszählungsergebnisse – Town of Meddybemps, Maine | Volkszählungsergebnisse – Town of Meddybemps, Maine | Volkszählungsergebnisse – Town of Meddybemps, Maine | Volkszählungsergebnisse – Town of Meddybemps, Maine | Volkszählungsergebnisse – Town of Meddybemps, Maine | Volkszählungsergebnisse – Town of Meddybemps, Maine |
| Jahr                                                | 1800                                                | 1810                                                | 1820                                                | 1830                                                | 1840                                                | 1850                                                | 1860                                                | 1870                                                | 1880                                                | 1890                                                |
| --------------------------------------------------- | --------------------------------------------------- | --------------------------------------------------- | --------------------------------------------------- | --------------------------------------------------- | --------------------------------------------------- | --------------------------------------------------- | --------------------------------------------------- | --------------------------------------------------- | --------------------------------------------------- | --------------------------------------------------- |
| Einwohner                                           |                                                     |                                                     |                                                     |                                                     |                                                     | 287                                                 | 297                                                 | 200                                                 | 172                                                 | 156                                                 |
| Jahr                                                | 1900                                                | 1910                                                | 1920                                                | 1930                                                | 1940                                                | 1950                                                | 1960                                                | 1970                                                | 1980                                                | 1990                                                |
| Einwohner                                           | 154                                                 | 124                                                 | 106                                                 | 99                                                  | 101                                                 | 109                                                 | 86                                                  | 76                                                  | 110                                                 | 133                                                 |
| Jahr                                                | 2000                                                | 2010                                                | 2020                                                | 2030                                                | 2040                                                | 2050                                                | 2060                                                | 2070                                                | 2080                                                | 2090                                                |
| Einwohner                                           | 150                                                 | 157                                                 | 139                                                 |                                                     |                                                     |                                                     |                                                     |                                                     |                                                     |                                                     |

## Kultur und Sehenswürdigkeiten

### Bauwerke
In Meddybemps wurde eine prähistorische Stätte unter Denkmalschutz gestellt und ins National Register of Historic Places aufgenommen.
- Ntolonapemk, Eastern Surplus Superfund Site, 2001 unter der Register-Nr. 01000819.[11]

## Wirtschaft und Infrastruktur

### Verkehr
Die Maine State Route 191 verläuft in westöstlicher Richtung durch die Town. Von ihr zweigt in südliche Richtung die Maine State Route 214 nach Pembroke im Süden ab.

### Öffentliche Einrichtungen
Es gibt keine medizinischen Einrichtungen in Meddybemps. Die nächstgelegenen befinden sich in Calais und Eastport.
Meddybemps besitzt keine eigene Bücherei. Die nächstgelegene befindet sich in Pembroke.

### Bildung
Für die Bildung in Charlotte ist das Meddybemps School Department zuständig.